# Fontainasplein
Het Fontainasplein (Frans: Place Fontainas) is een plein in de Belgische hoofdstad Brussel waar de Anspachlaan, de Kolenmarkt, de Bogaardenstraat, de Maurice Lemonnierlaan, de Muggenstraat en de Anderlechtsesteenweg op uit komen.

## Geschiedenis

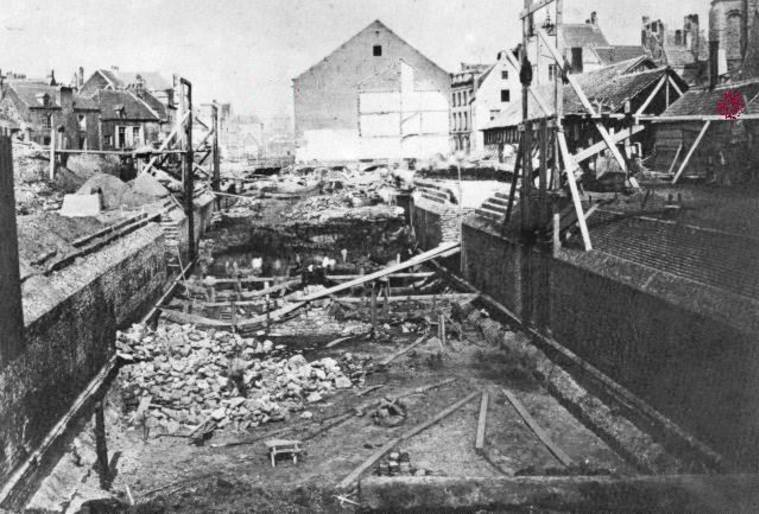
Overwelving van de Zenne op de plek van het huidige Fontainasplein

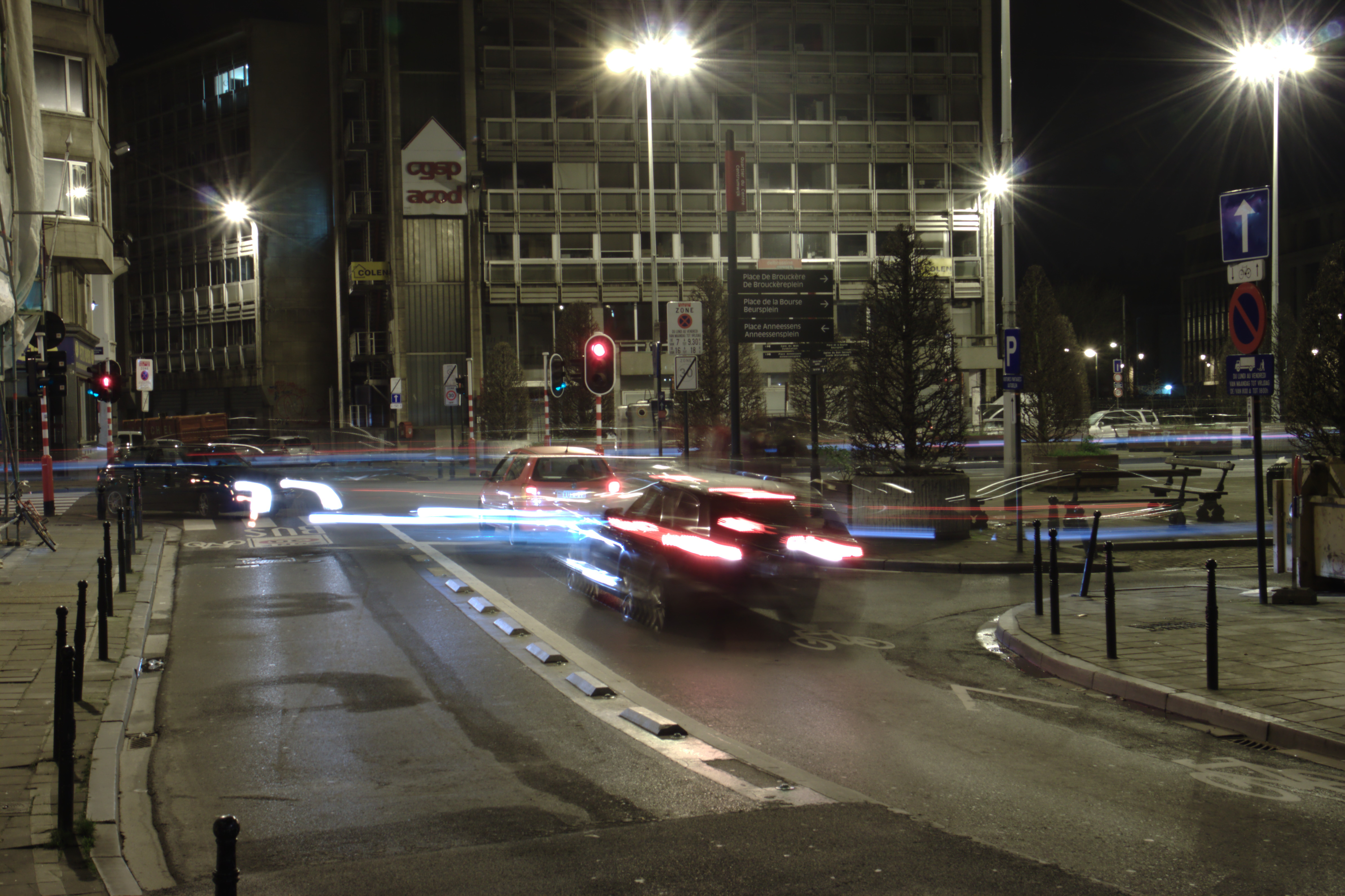
Nachtzicht van het plein in 2014, vóór renovatie

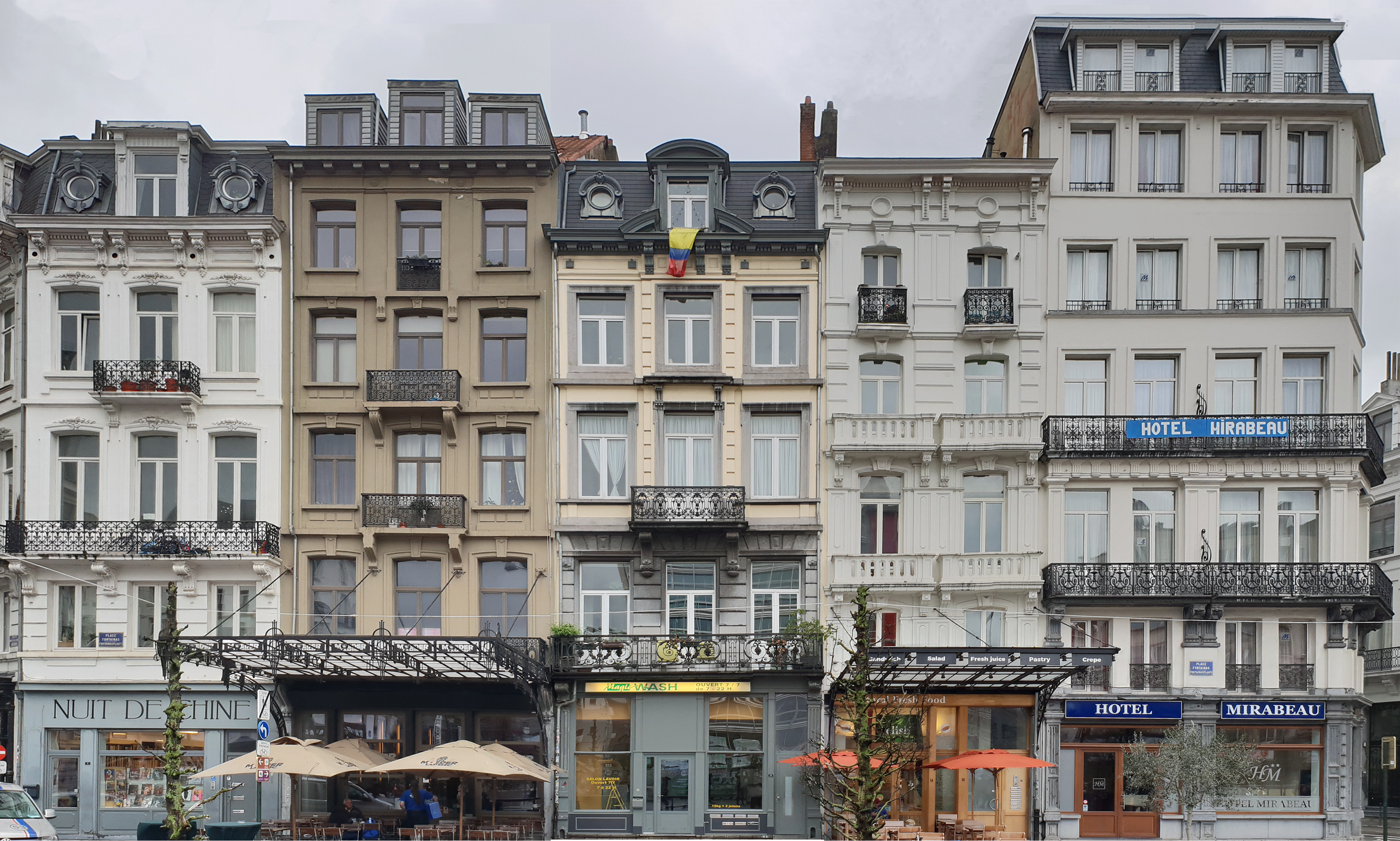
Oostelijke kant

Waar tegenwoordig dit plein is, bevond zich vroeger een klein eilandje in de rivier de Zenne, dat Overmolen of het Klein Eiland genoemd werd. Toen de Zenne vanaf 1867 overwelfd werd, werden bijna alle huizen op dit eilandje gesloopt en werden er de centrale lanen overheen aangelegd. In 1871 werd het plein vernoemd naar André-Napoléon Fontainas (1807-1863), die van 1860 tot aan zijn overlijden burgemeester van Brussel was.
Sinds 29 juni 2015 maakt het plein deel uit van een groot voetgangersgebied in het centrum van Brussel (Le Piétonnier). Bij die gelegenheid werd het gedeeltelijk in zijn oorspronkelijke vorm hersteld en opnieuw geasfalteerd. Versierd met plantages en voorzien van talrijke bankjes vormt het opnieuw een aangename ruimte.

## Homoprostitutie
Door de aanwezigheid van homobars aan en rond de Kolenmarkt werd het Fontanaisplein vanaf het begin van de jaren zeventig het centrum van de Brusselse homoseksuele prostitutie. Hier kwamen mannen uit alle lagen van de bevolking om de vaak jonge prostitués (tussen de 14 en 25 jaar) op te pikken. Nadat de politie in 1995/1996 een einde maakte aan een prostitutienetwerk met Macedonische kinderen van 12-14 jaar, gaf de homoprostitutie op het plein geen bijzondere problemen meer.